# 밥스 왓슨

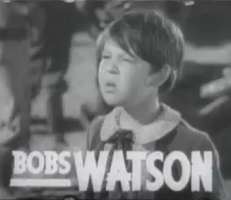

밥스 왓슨(Bobs Watson, 1930년 11월 11일 ~ 1999년 6월 27일)은 미국의 영화배우이다.
로스앤젤레스에서 태어났으며 러구나비치에서 사망하였다. 사인은 전립선암이다.

## 영화
- 대단한 차도둑 (1977년)
- 전쟁 영웅의 공포 (1967년)
- FBI (1965년)
- 제인의 말로 (1962년)
- 소년의 거리 속편 (1941년)
- 닷지 시티 (1939년)
- 켄터키 (1938년)
- 소년의 거리 (1938년)
- 메이타임 (1937년)
- 시카고 (1937년)
- 쇼 보트 (1936년)